# Terral
|  | Per a altres significats, vegeu «Terral (desambiguació)». |

Terral és un centre d'activitats de l'Associació Raval en Acció i situat a El Raval de Barcelona que des del 2002 ofereix programes socioeducatius específicament dedicats al desenvolupament de la dona. Té per objectiu proporcionar eines de projecció acadèmica, laboral i personal a les dones del barri. Com el Braval i l'Acció Social Montalegre, forma part de les iniciatives de solidaritat que es desenvolupen al voltant de l'església de Montalegre, d'ençà que el 1967 en té cura l'Opus Dei. A l'octubre del 2012 el Terral va celebrar el desè aniversari amb diversos actes.
Entre les activitats que l'entitat desenvolupa hi té especial rellevància un seguiment acadèmic personalitzat de cada alumna, amb especial èmfasi a poder acabar l'ESO amb èxit. També es duen a terme activitats esportives i formatives per procurar l'accés de les dones amb menys oportunitats a les tecnologies de la informació i la comunicació, fomentar el coneixement del català i el castellà per facilitar l'accés al món laboral, i fer una preparació bàsica per a millorar en la pròpia llar. Els pares de les noies que participen en els programes també participen en diverses activitats per a facilitar la cohesió social. Aquestes activitats les duen a terme voluntàries de diverses edats. També es duen a terme dinars-col·loqui sobre la dona i la cultura al Raval, on participen personalitats de la cultura, la política, l'economia i els moviments socials. El curs 2011-2012 l'entitat va atendre 242 dones i nenes.